# Skydning under sommer-OL 2016 - 50 meter riffel, helmatch (herrer)
Mændenes 50 meter riffel, helmatch under sommer-OL 2016 i Rio de Janeiro fandt sted 14. august 2016 i National Shooting Center.